# 郜永春
郜永春（1533年—1609年），字子元，號仰蘧，直隸大名府開州長垣縣民籍，山西潞安府長治縣人，明朝政治人物。

## 生平
嘉靖三十七年（1558年）戊午科順天鄉試第九十六名舉人，四十一年（1562年）中式壬戌科會試第一百七十八名，三甲第八十八名進士。授南陵縣知縣，四十四年（1565年）升河南道監察御史，彈劾中官馮保擅權，又劾巡鹽貪橫，出按淮鹽，歲省羨金十三萬，丁憂歸。隆慶六年（1572年）七月復除河南道監察御史，出為福建布政使司右參議，十月致仕。萬曆十一年（1583年）十月起為山西布政使司右參議，十五年（1587年）六月升山西按察司副使，十六年（1588年）十月轉河南布政使司右參政，升山西按察使，十九年（1591年）五月被御史劉士忠彈劾，謫山西布政使司右參政，以年老致仕回鄉。三十七年（1609年）去世。

## 家族
曾祖郜果；祖父郜信；父郜壬，母邵氏。慈侍下。兄郜永年。